# Diego de Álava y Esquivel
Diego Martínez de Álava y Esquivel (Vitòria, ? - Còrdova, 17/24 de març de 1562) va ser un religiós i jurista alabès, bisbe d'Astorga (1543-1548), d'Àvila (1548-1558) i de Còrdova (1558-1568). Assistí a nombroses sessions del concili de Trento. Va ser també president de les cancelleries de Granada i de Valladolid, membre del consell d'Ordes i cavaller de l'orde de Calatrava.
Natural de Vitòria, fill de Pedro Martínez de Álava i de María de Esquivel. Fou membre del Col·legi de San Salvador de Oviedo de la Universitat de Salamanca, on s'educà en lleis, esdevingué jurista i obtingué la càtedra de cànons. Després va sortir elegit com a oïdor de la Cancelleria de Granada, de la qual, després, en fou president abans d'ésser escollit en càrrecs episcopals. També va ser president de la Cancelleria de Valladolid i membre del Consell de les Ordes, pel qual va rebre l'hàbit de l'orde de Calatrava i en fou cavaller.
Felip II, aleshores governador dels regnes hispànics, el nomenà bisba d'Astorga el 1543, el prelat prengué i jurà el seu càrrec el 19 d'abril de 1544. Allà va redactor les Constitucions Sinodals de la diòcesi el mateix anys de la seva elecció. L'any següent, va ser escollit, juntament amb el bisbe de Ciudad Rodrigo, Diego de Covarrubias, com a comissionat per a participar en el concili de Trento, on va romandre des del 13 de desembre del 1545 fins a la novena sessió, celebrada a Bolonya, el 21 d'abril del 1547. Allà va defensar el manteniment del celibat i la vida continguda del clergat, quelcom que havia romàs immutable des del segle iv a l'Església Catòlica, i que sols la reforma protestant intentava derogar als territoris on s'estava estenent. Des de la convocatòria del concili de Trento va idear escriure textos sobre els concilis, que va tenir com a fruit el seu llibre De conciliis universalibus, imprès per primer cop el 1552.
A la mort de Rodrigo Sánchez de Mercado el 1548, fou escollit per ocupar el bisbat d'Àvila. Segons Carramolino, deixà un bon record del seu mandat al capdavant del bisbat per la seva encertada decisió de nomenar provisor a Francisco de Soto y Salazar, que després va ser bisbe de Sogorb i de Salamanca. Va donar a la Companyia de Jesús l'antiga parròquia de San Gil d'Àvila, per tal que edifiquessin el seu primer col·legi a la ciutat, que fou fundat el 1553 per Hernando Álvarez del Águila i Luis de Medina, amb els quals col·laborà econòmicament amb les rendes que percebia del bisbat.
El 1558 va ser promogut a la diòcesi de Còrdova, de la qual prengué possessió el 30 de desembre d'aquell any, i renuncià a la presidència de la Cancelleria de Valladolid per anar a Còrdova. Diu Gómez Bravo que tenia nombroses prebendes i beneficis, i amb les rendes que obtenia d'elles va ajudar els pobres de la diòcesi. Morí a Còrdova el 24 de març de 1562. El seu cos va ser traslladat a Vitòria, on va ser enterrat a l'església de San Pedro Apóstol.